# Dineshpur
Dineshpur è una suddivisione dell'India, classificata come nagar panchayat, di 8.856 abitanti, situata nel distretto di Udham Singh Nagar, nello stato federato dell'Uttarakhand. In base al numero di abitanti la città rientra nella classe V (da 5.000 a 9.999 persone).

## Geografia fisica
La città è situata a 28° 58' 53 N e 79° 23' 43 E.

## Società

### Evoluzione demografica
Al censimento del 2001 la popolazione di Dineshpur assommava a 8.856 persone, delle quali 4.597 maschi e 4.259 femmine. I bambini di età inferiore o uguale ai sei anni assommavano a 1.523, dei quali 797 maschi e 726 femmine. Infine, coloro che erano in grado di saper almeno leggere e scrivere erano 5.004, dei quali 2.972 maschi e 2.032 femmine.